# Chung Il-kwon
En aquest nom coreà, el cognom és Chung.
Chung Il-kwon (coreà: 정일권)  (Ussuriïsk, 21 de novembre de 1917 - Honolulu, 17 de gener de 1994) va ser un polític, diplomàtic i militar sud-coreà. General de l'Exèrcit de la República de Corea, va ser ministre d'Afers Exteriors de 1963 a 1964 i primer ministre de 1964 a 1970. Va ser aliat del president Park Chung-hee.
El seu pseudònim era Chungsa (coreà: 청사)

## Primers anys
Chung va néixer en Ussurisk, al krai de Primórie (Rússia), on el seu pare treballava com a intèrpret per a l'exèrcit imperial rus. Després de la revolució bolxevic de 1917, el seu pare va traslladar a la família a la seva ciutat natal, el comtat de Kyongwon, a la província de Hamgyong del Nord, a Corea (actualment Corea del Nord). No obstant això, en 1930, la família es va traslladar a l'actual prefectura autònoma coreana de Yanbian, a Manxúria, on Chung va créixer en condicions de pobresa extrema. Com es va criar a Corea quan encara estava ocupada pel Japó, se li va donar el nom d'Ikken Nakashima.

## Carrera professional
A causa de les seves excel·lents notes a l'escola, Chung va aconseguir una plaça en l'acadèmia de l'Exèrcit Imperial de Manxukuo a Mukden, de la qual es va graduar el setembre de 1937. Una vegada més, el seu rendiment va ser considerat extraordinari, i va ser enviat a la 55a promoció de l'Acadèmia de l'Exèrcit Imperial Japonès a Tòquio, on es va especialitzar en operacions de cavalleria. També va assumir el nom japonès de Nakajima Ikken (中島一權). Durant la Guerra del Pacífic, va servir en l'Exèrcit Imperial de Manxukuo com a capità de la policia militar. Després de la invasió soviètica de Manxúria al final de la Segona Guerra Mundial, va ser capturat breument per les forces soviètiques i interrogat pel KGB.

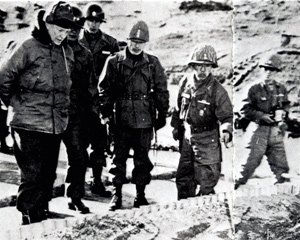
Durant la guerra de Corea, Dwight David Eisenhower, Kim Baik-Il, Baik Seon-yup i Chung Il-kwon

Chung es va graduar en la primera promoció de l'Acadèmia Militar de Corea en 1946 i va ser comissionat en l'exèrcit sud-coreà. Es trobava a Hawaii rebent entrenament militar al començament de la Guerra de Corea. Va arribar a Corea el 30 de juny, i immediatament va ser ascendit a general de divisió i va substituir al general Chae Byeong Deok com a comandant de l'Exèrcit de la República de Corea. Com a comandant tàctic i després general de divisió en la Guerra de Corea, Chung Il Kwon va organitzar als soldats sud-coreans a Inchon. Les seves responsabilitats inicials incloïen la reagrupació de les forces militars sud-coreanes desallotjades i la coordinació dels seus esforços amb el Comandament de les Nacions Unides. Va ser el comandant de totes les forces de la República de Corea a Pusan entre juliol i agost, la qual cosa li situaria en l'atac d'Inchon. Aquest fet va ser conegut per incapacitar a l'exèrcit nord-coreà i deixar-li com un conegut heroi de guerra. Va tornar als Estats Units per a rebre formació addicional el juliol de 1951, després de l'incident del Cos de Defensa Nacional i la massacre de Geochang. No obstant això, al seu retorn el juliol de 1952 va ser degradat pel president Syngman Rhee a un comandament de divisió i enviat a una unitat de combat de primera línia. Tres mesos després, va ser ascendit a comandant adjunt de l'IX Cos (els Estats Units) al comandament de les forces de primera línia de l'ONU en nombroses ofensives i contraofensives. Tres mesos després, va ser ascendit de nou al comandament de l'II Cos de la República de Corea, que va mantenir fins al final de la guerra.
Després de retirar-se en 1957, va ser ambaixador de Corea del Sud a Turquia. En 1960, va ser nomenat ambaixador a França, i després va ser ambaixador als Estats Units de 1960 a 1961 i de 1962 a 1963. De 1963 a 1964, Chung va ser ministre d'Afers Exteriors de Corea del Sud i primer ministre de 1964 a 1970. Durant la seva etapa com a ambaixador, també es va dedicar a estudiar ciències polítiques i relacions internacionals en prestigioses universitats com Oxford i Harvard.
Des de 1971, Chung va ser diputat de l'Assemblea Nacional pel Partit Republicà Democràtic durant tres mandats consecutius. També va ser president en la novena Assemblea Nacional de 1973-1979.
El març de 1991, Chung va rebre tractament per a un càncer limfàtic a Hawaii. Encara que en 1993 va continuar amb les seves activitats polítiques per al Partit Republicà Democràtic, especialment en suport de Kim Young-sam durant les eleccions presidencials de Corea de 1992, el gener de 1994 va ser hospitalitzat de nou a Hawaii a causa del càncer, i allí va morir. Va rebre un funeral d'Estat i va ser enterrat en el Cementiri Nacional de Seül. Va deixar els seus quatre fills i la seva esposa, Park Hye-Soo, després de la seva mort a Hawaii.